# Nemocniční kaplan

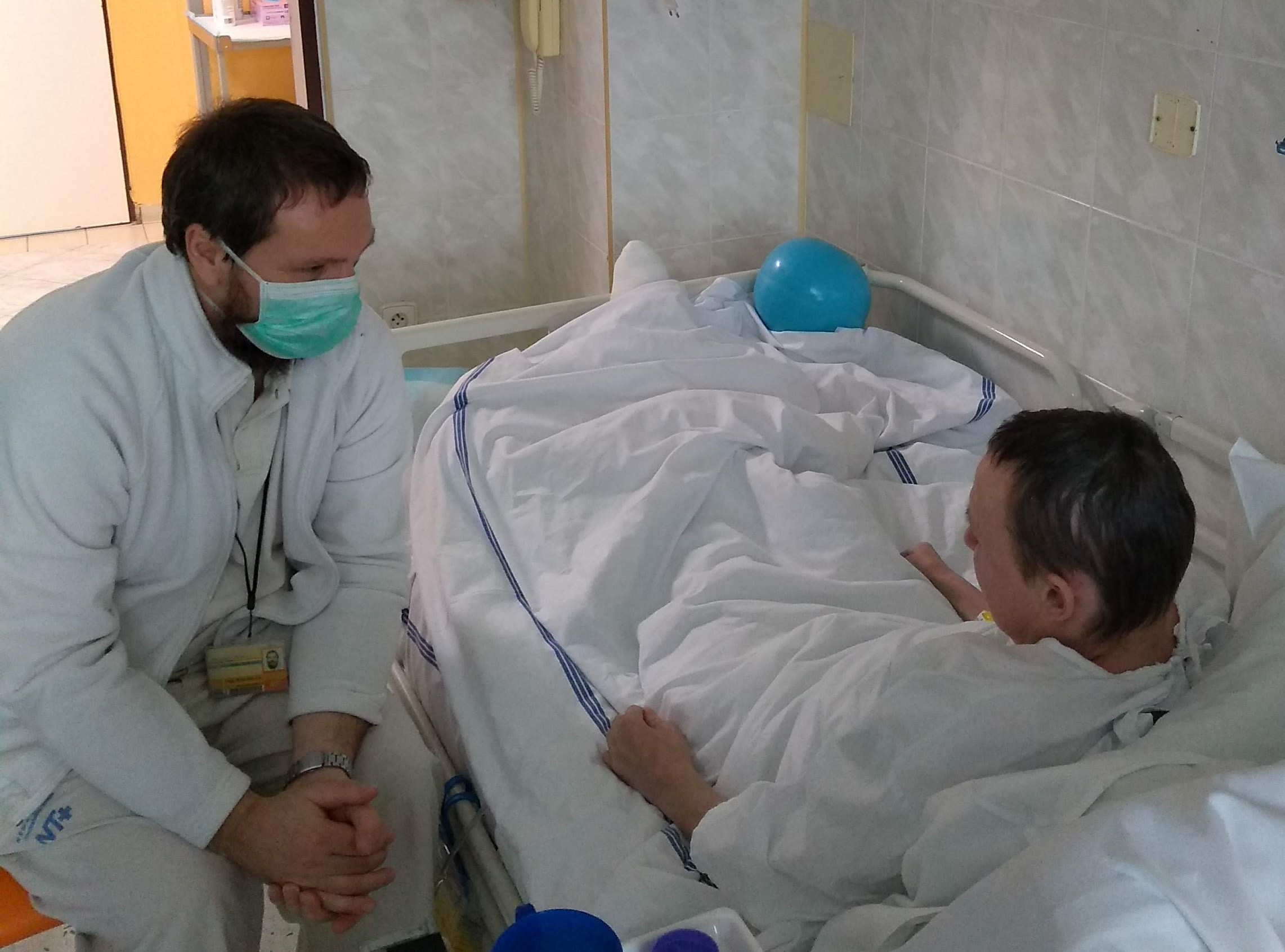
Naslouchání je důležitá část práce kaplana.

Nemocniční kaplan (healthcare chaplain) je kvalifikovaný duchovní nebo jiný pracovník, který poskytuje svou pastorační péči na profesionální úrovni v nemocnicích, v dalších zdravotnických zařízeních a v zařízeních sociálních služeb. Je pověřen církví, která má uzavřenou smlouvu s konkrétním zdravotnickým zařízením, kde je zaměstnán na plný nebo částečný úvazek. Dobrovolník spadá pod vedení nemocničního kaplana a na rozdíl od něj spirituální péči poskytuje ve svém volném čase. Nemocniční kaplan pracuje s pacienty a jejich rodinou, personálem a dalšími návštěvníky zdravotnického zařízení. Svou kvalifikací spadá do multidisciplinárního zdravotnického týmu. Své spirituální služby poskytuje všem potřebným bez rozdílu jejich vyznání či světového názoru. Jeho úkolem je nemocného lidsky a duchovně doprovázet a být mu nablízku prostřednictvím rozhovoru, naslouchání, modlitby, čtení Bible či jiné duchovní literatury a udělování svátostí, především svátosti nemocných, svátosti smíření a eucharistie. Kromě kněží a jáhnů či kazatelů různých církví poskytují tuto péči také řeholnice a vyškolení laici. Nemocniční kaplan nutně nemusí být muž, tuto profesi často vykonávají i ženy - kaplanky.

## Terminologie související s profesí nemocničního kaplana
V souvislosti s profesí Nemocniční kaplan se lze setkat s pojmy duchovní služba nebo duchovní péče - tyto pojmy se vyskytují především v Dohodě o duchovní péči ve zdravotnictví z roku 2006. Na mezinárodní úrovni se potkáme především s termínem klinická pastorační péče (clinical pastoral care) nebo nemocniční kaplanská péče (health care chaplaincy). Tyto termíny se užívají v Evropských standardech pro kaplanskou péči.

## Kvalifikace (Dohoda o duchovní péči ve zdravotnictví z roku 2006)
Nemocniční kaplan musí splňovat následující podmínky:
1. Pověření vlastní církví
2. Ukončené magisterské teologické vzdělání
3. Minimálně tři roky působení v obecné pastorační péči
4. Specializovaný kurz nemocničního kaplanství

## Náplň práce nemocničního kaplana
Náplň práce nemocničního kaplana je určována požadavky konkrétního zdravotnickým zařízení a je vypracována na podkladě Evropských standardů pro kaplanskou péči (European Network of Health Care Chaplaincy).
Kaplani jsou k dispozici pacientům, příbuzným, dalším blízkým osobám, návštěvám a také personálu proto, aby:
a) dosvědčovali a chránili nesmírnou hodnotu a důstojnost každé osoby
b) byli připomínkou existenciálního a spirituálního rozměru utrpení, nemoci a smrti
c) připomínali uzdravující, pomáhající, usměrňující a usmiřující sílu náboženské víry
d) se snažili dbát na to, aby bylo vyhověno spirituálním potřebám lidí různých náboženství a kulturních okruhů při zachování respektu k jejich osobnímu přesvědčení
e) se snažili chránit pacienty před nevhodným a nežádoucím duchovním obtěžováním nebo proselytismem (cílené získávání lidí pro svou víru)
f) poskytovali podpůrnou spirituální péči empatickým nasloucháním a dávali najevo porozumění těm, kteří prožívají úzkost
g) konali bohoslužby, obřady a udělovali svátosti, každý podle své náboženské tradice
h) sloužili jako členové multidisciplinárního zdravotnického týmu
i) poskytovali a účastnili se výukových programů pro zdravotnické profesionály a účastnili se jich
j) působili jako prostředníci a smírčí osoby a aby poskytovali obhajobu těm, kteří potřebují zastání ve zdravotnickém systému
k) podporovali výzkumné programy týkající se spirituální péče a účastnili se jich
l) posuzovali a vyhodnocovali účinnost poskytované spirituální péče
m) pomáhali společnosti uvědomovat si potřeby a požadavky lidí, kterým slouží, potřeby a požadavky těch, kteří o ně pečují, i potřeby a požadavky zdravotnických systémů

## Evropské standardy pro profesi Nemocniční kaplan
Kaplanská služba je zdrojem teologických, pastoračních a etických otázek, které by měly být zahrnuty v programech a diskusích týkajících se:
a) teologických a pastoračních problémů
b) spirituálních a existenciálních potřeb a hodnot
c) etických (včetně biomedicínských) problémů
d) zdokonalení pastorační péče ve zdravotnictví

## Právní ukotvení profese Nemocniční kaplan
Základ této služby je položen na ústavou zaručeném právu na náboženskou svobodu garantovaném v čl. 16 Listiny základních práv a svobod.
§ 28 odst. 3 zákona č. 372/2011 Sb., o zdravotních službách specifikuje, že pacient může: "přijímat ve zdravotnickém zařízení lůžkové nebo jednodenní péče duchovní péči a duchovní podporu od duchovních církví a náboženských společností registrovaných v České republice nebo od osob pověřených výkonem duchovenské činnosti v souladu s vnitřním řádem a způsobem, který neporušuje práva ostatních pacientů, a s ohledem na svůj zdravotní stav, nestanoví-li jiný právní předpis jinak; návštěvu duchovního nelze pacientovi odepřít v případech ohrožení jeho života nebo vážného poškození zdraví, nestanoví-li jiný právní předpis jinak".
Dohoda o duchovní péči ve zdravotnictví, která byla mezi Českou biskupskou konferencí (ČBK), Ekumenickou radou církví (ERC) a ministerstvem zdravotnictví uzavřená roku 2006. 
Katalog prací ve veřejných službách a správě od roku 2010 obsahuje nově profesi - kaplan. Zde se definuje náplň, zaměření a poslání tohoto povolání. Kaplan má své uplatnění zejména při poskytování duchovních služeb v bezpečnostních sborech, zdravotnických, sociálních a jiných zařízeních.
Od roku 2011 byla ustavena Asociace nemocničních kaplanů (ANK). Cílem asociace je podpořit vzdělání, osvětu a především zabezpečit kvalitní profesionální duchovní a pastorační péči o nemocné, jejich blízké a zdravotnický personál. Předsedou ANK byl zvolen Vítězslav Vurst, nemocniční kaplan VFN Motol. ANK sdružuje kaplanky a kaplany z církví v Ekumenické radě církví. Kaplanky a kaplani katoličtí jsou sdruženi v Katolické asociaci nemocničních kaplanů.
Metodický pokyn Ministerstva zdravotnictví z roku 2017 upravuje realizaci práce nemocničního kaplana. Je zde snaha o vymezení postavení a kvalifikace této profese.
11. 7. 2019 podepsal ministr zdravotnictví Adam Vojtěch "Dohodu o duchovní péči ve zdravotnictví" uzavřenou mezi Ministerstvem zdravotnictví ČR, Českou biskupskou konferencí a Ekumenickou radou církví v ČR. Zpřesňuje kvalifikační podmínky pro kaplany (pověření církví, vysokoškolské vzdělání, praxi v pastoraci a absolvovat kurz "nemocniční kaplan"), zřizuje Radu pro duchovní péči ve zdravotnictví, uvádí zásady činnosti kaplana a součinnosti nemocnic.

## Dohoda církví (Čl. Dodatek k dohodě mezi ERC a ČBK)
1. Ustanovení Dohody (včetně jejích příloh a dodatků) se vztahují na katolickou církev a členské církve ekumenické rady (ERC) uvedené výčtem. Tyto církve se zavazují, že při výběru nemocničních kaplanů budou dbát na osobnostní kvality uchazeče (převážně je zde důraz na jeho komunikační schopnosti), který bude ochoten spolupracovat i s jinými církvemi.
2. Seznam členských církví ERC, na které se vztahuje Dohoda včetně příloh a dodatků:
- Apoštolská církev;
- Bratrská jednota baptistů;
- Církev bratrská;
- Církev československá husitská;
- Českobratrská církev evangelická;
- Evangelická církev augsburského vyznání v České republice;
- Evangelická církev metodistická;
- Jednota bratrská;
- Pravoslavná církev v českých zemích
- Starokatolická církev v ČR;
- Slezská církev augsburského vyznání;

Práva z této Dohody a jejího Dodatku se vztahují také na Církev adventistů sedmého dne, pozorovatele ERC, která se dne 29. 6. 2011 zavázala dodržovat Dohodu a její Dodatek.

## Vzdělávání
Specializovaný kurz nemocničního kaplanství pořádají tři teologické fakulty v ČR: CMTF v Olomouci, ETF v Praze a TF v Českých Budějovicích.
Katolická asociace nemocničních kaplanů pořádá každý rok vzdělávací setkání.
Již několik let bývá společné setkání kaplanů nemocničních, vojenských, vězeňských a policejních.
Kaplanky a kaplani se podle možností průběžně vzdělávají v kurzech, seminářích a webinářích ve svých nemocnicích, paliativnich institucích, církvích, teologických fakultách a asociacích kaplanů.